# Пенек (залізнична станція)
Пенек (рос. Пенек) — населений пункт (тип: залізнична станція) у Чулимському районі Новосибірської області Російської Федерації.
Входить до складу муніципального утворення Пеньковська сільрада. Населення становить 250 осіб (2017).

## Історія
Згідно із законом від 2 червня 2004 року органом місцевого самоврядування є Пеньковська сільрада.

## Населення
| 2002 | 2007 | 2010 | 2012 | 2013 | 2014 | 2015 |
| ---- | ---- | ---- | ---- | ---- | ---- | ---- |
| 395  | ↘308 | ↘285 | ↘269 | ↘265 | ↘262 | ↗263 |
| 2016 | 2017 |      |      |      |      |      |
| ↘251 | ↘250 |      |      |      |      |      |